# Salts al Campionat del Món de natació de 2015
Els Salts del Campionat del Món de natació de 2015 se celebraran entre el 24 de juliol i el 2 d'agost a Kazan, Rússia.

## Esdeveniments
Es disputaran les següents proves:
- 1 m trampolí
- 3 m trampolí
- 10 m plataforma
- 3 m  trampolí sincronitzat
- 10 m plataforma sincronitzat
- 3 m trampolí mixt sincronitzat
- 10 m  plataforma mixt sincronitzat
- Per equips

Els esdeveniments individuals consisteixen en preliminars, semifinals i finals. L'ordre dels saltadors en la ronda preliminar seran determinats aleatòriament. Els 18 saltadors amb les puntuacions més altes en les preliminars es classificaran per les semifinals.
Per la final es classificaran els 12 millors saltadors de la semifinal.

## Horari
Es disputaran 13 esdeveniments.
Hora local (UTC+3).
| Data           | Temps | Esdeveniment                                              |
| -------------- | ----- | --------------------------------------------------------- |
| 24 juliol 2015 | 15:00 | Preliminar del 1 metre trampolí masculí                   |
| 25 juliol 2015 | 10:00 | Preliminar dels 3 metres trampolí sincronitzat femení     |
| 25 juliol 2015 | 15:00 | Final dels 10 metres plataforma mixt                      |
| 25 juliol 2015 | 19:30 | Final dels 3 metres trampolí sincronitzat femení          |
| 26 juliol 2015 | 10:00 | Preliminar dels 10 metres plataforma sincronitzat masculí |
| 26 juliol 2015 | 15:00 | Preliminar del 1 metre trampolí femení                    |
| 26 juliol 2015 | 19:30 | Final dels 10 metres plataforma sincronitzat masculí      |
| 27 juliol 2015 | 10:00 | Preliminar dels 10 metres plataforma sincronitzat femení  |
| 27 juliol 2015 | 15:00 | Final del 1 metre trampolí masculí                        |
| 27 juliol 2015 | 19:30 | Final dels 10 metres plataforma sincronitzat femení       |
| 28 juliol 2015 | 10:00 | Preliminar dels 3 metres trampolí sincronitzat masculí    |
| 28 juliol 2015 | 15:00 | Final del 1 metre trampolí femení                         |
| 28 juliol 2015 | 19:30 | Final dels 3 metres trampolí sincronitzat masculí         |
| 29 juliol 2015 | 10:00 | Preliminar 10 metres plataforma femení                    |
| 29 juliol 2015 | 15:00 | Semifinal dels 10 metres plataforma femení                |
| 29 juliol 2015 | 19:30 | Per equips                                                |
| 30 juliol 2015 | 10:00 | Preliminar dels 3 metres trampolí masculí                 |
| 30 juliol 2015 | 15:00 | Semifinal dels 3 metres trampolí masculí                  |
| 30 juliol 2015 | 19:30 | Final dels 10 metres plataforma femení                    |
| 31 juliol 2015 | 10:00 | Preliminar dels 3 metres trampolí femení                  |
| 31 juliol 2015 | 15:00 | Semifinals dels 3 metres trampolí femení                  |
| 31 juliol 2015 | 19:30 | Final dels 3 metres trampolí masculí                      |
| 1 agost 2015   | 10:00 | Preliminar dels 10 metres plataforma masculí              |
| 1 agost 2015   | 15:00 | Semifinals dels 10 metres plataforma masculí              |
| 1 agost 2015   | 19:30 | Final dels 3 metres trampolí femení                       |
| 2 agost 2015   | 15:00 | Final dels 3 metres trampolí mixt                         |
| 2 agost 2015   | 19:30 | Final dels 10 metres plataforma masculí                   |

## Medaller
| Pos.  | País            | Or | Plata | Bronze | Total |
| 1     | R.P. de la Xina | 10 | 3     | 2      | 15    |
| 2     | Regne Unit      | 1  | 0     | 3      | 4     |
| 3     | Itàlia          | 1  | 0     | 2      | 3     |
| 4     | Corea del Nord  | 1  | 0     | 1      | 2     |
| 5     | Canadà          | 0  | 4     | 0      | 4     |
| 6     | Rússia          | 0  | 2     | 1      | 3     |
| 7     | Ucraïna         | 0  | 2     | 0      | 2     |
| 8     | Estats Units    | 0  | 1     | 1      | 2     |
| 9     | Mèxic           | 0  | 1     | 0      | 1     |
| 10    | Austràlia       | 0  | 0     | 2      | 2     |
| 11    | Malàisia        | 0  | 0     | 1      | 1     |
| Total | Total           | 13 | 13    | 13     | 39    |

## Medallistes

### Masculí
| Event                 | Or                                     | Or     | Plata                                     | Plata  | Bronze                                    | Bronze |
| 1m trampolí           | Xie Siyi · R.P. de la Xina             | 485.50 | Illya Kvasha · Ucraïna                    | 449.05 | Michael Hixon · Estats Units              | 428.30 |
| 3m trampolí           | He Chao · R.P. de la Xina              | 555.05 | Ilya Zakharov · Rússia                    | 547.60 | Jack Laugher · Regne Unit                 | 528.90 |
| 10m plataforma        | Qiu Bo · R.P. de la Xina               | 587.00 | David Boudia · Estats Units               | 560.20 | Tom Daley · Regne Unit                    | 537.95 |
| 3m trampolí sincro    | R.P. de la Xina · Cao Yuan · Qin Kai   | 471.45 | Rússia · Evgeny Kuznetsov · Ilya Zakharov | 459.18 | Regne Unit · Jack Laugher · Chris Mears   | 445.20 |
| 10m plataforma sincro | R.P. de la Xina · Chen Aisen · Lin Yue | 495.72 | Mèxic · Iván García · Germán Sánchez      | 448.89 | Rússia · Roman Izmailov · Viktor Minibaev | 441.33 |

### Femení
| Event                 | Or                                         | Or     | Plata                                       | Plata  | Bronze                                         | Bronze |
| 1m trampolí           | Tania Cagnotto · Itàlia                    | 310.85 | Shi Tingmao · R.P. de la Xina               | 309.20 | He Zi · R.P. de la Xina                        | 300.30 |
| 3m trampolí           | Shi Tingmao · R.P. de la Xina              | 383.55 | He Zi · R.P. de la Xina                     | 377.45 | Tania Cagnotto · Itàlia                        | 356.15 |
| 10m plataforma        | Kim Kuk-hyang · Corea del Nord             | 397.05 | Ren Qian · R.P. de la Xina                  | 388.00 | Pandelela Rinong · Malàisia                    | 385.05 |
| 3m trampolí sincro    | R.P. de la Xina · Shi Tingmao · Wu Minxia  | 351.30 | Canadà · Jennifer Abel · Pamela Ware        | 319.47 | Austràlia · Samantha Mills · Esther Qin        | 304.20 |
| 10m plataforma sincro | R.P. de la Xina · Chen Ruolin · Liu Huixia | 359.52 | Canadà · Meaghan Benfeito · Roseline Filion | 339.99 | Corea del Nord · Kim Un-hyang · Song Nam-hyang | 325.26 |

### Mixt
| Event      | Or                                          | Or     | Plata                                               | Plata  | Bronze                                    | Bronze |
| 3 m        | R.P. de la Xina · Wang Han · Yang Hao       | 339.90 | Canadà · Jennifer Abel · François Imbeau-Dulac      | 317.01 | Itàlia · Tania Cagnotto · Maicol Verzotto | 315.30 |
| 10 m       | R.P. de la Xina · Si Yajie · Tai Xiaohu     | 350.88 | Canadà · Meaghan Benfeito · Vincent Riendeau        | 309.66 | Austràlia · Domonic Bedggood · Melissa Wu | 308.22 |
| Per equips | Regne Unit · Tom Daley · Rebecca Gallantree | 434.65 | Ucraïna · Oleksandr Horshkovozov · Yulia Prokopchuk | 426.45 | R.P. de la Xina · Chen Ruolin · Xie Siyi  | 425.40 |